# Labisia serrulata
Labisia serrulata är en viveväxtart som beskrevs av Hallier f. Labisia serrulata ingår i släktet Labisia och familjen viveväxter. Inga underarter finns listade i Catalogue of Life.